# Zofia Bartosiewicz
Zofia Marianna Bartosiewicz (ur. 23 marca 1945 w Radomiu) – polska działaczka polityczna związana z Żyrardowem, radna miejska, posłanka na Sejm PRL IX kadencji.

## Życiorys
Uzyskała wykształcenie średnie techniczne, kończąc technikum włókiennicze. Od 1962 pracowała w Zakładach Przemysłu Lniarskiego w Żyrardowie, w momencie wyboru na posła była kierownikiem wydziału tkalni. Działała w Związku Młodzieży Socjalistycznej. W wieku 18 lat została radną Miejskiej Rady Narodowej. Od 1963 należała też do Polskiej Zjednoczonej Partii Robotniczej, była m.in. członkiem jej Komitetu Zakładowego oraz Komitetu Miejskiego w Żyrardowie. W wyborach w 1985 uzyskała mandat posłanki na Sejm PRL IX kadencji w okręgu Skierniewice z puli przeznaczonej dla PZPR. Zasiadała w Komisji Skarg i Wniosków. Była przewodniczącą Wojewódzkiego Zespołu Poselskiego, który skupiał posłów wybranych w województwie skierniewickim. Otrzymała Medal 40-lecia Polski Ludowej.
Zamężna, ma syna i córkę.